# Poste de amarração

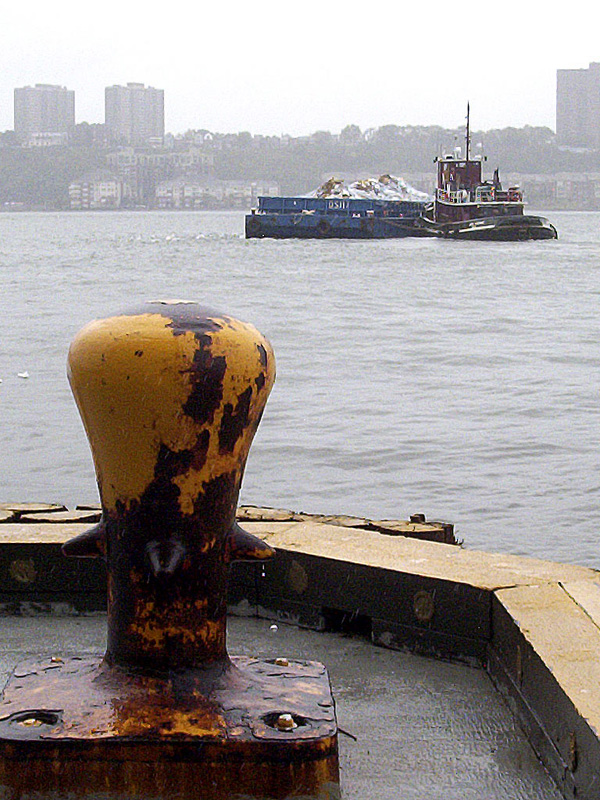
Cabeços de amarração, como este no Rio Hudson, foram o primeiro tipo de cabeço. O uso do termo se expandiu desde então.

Um poste é um poste vertical, curto e resistente. O termo originalmente se referia a um posto em um navio ou cais usado principalmente para atracar barcos. Agora também se refere a postes instalados para controlar o tráfego rodoviário e postes projetados para evitar que veículos automotores colidam ou batam em pedestres e estruturas.

## Etimologia
O termo provavelmente está relacionado a bole, que significa tronco de árvore. A primeira citação dada pelo Oxford English Dictionary (referindo-se a um poste marítimo) data de 1844, embora uma referência no Caledonian Mercury em 1817 descreva os postes como postes enormes.

## História

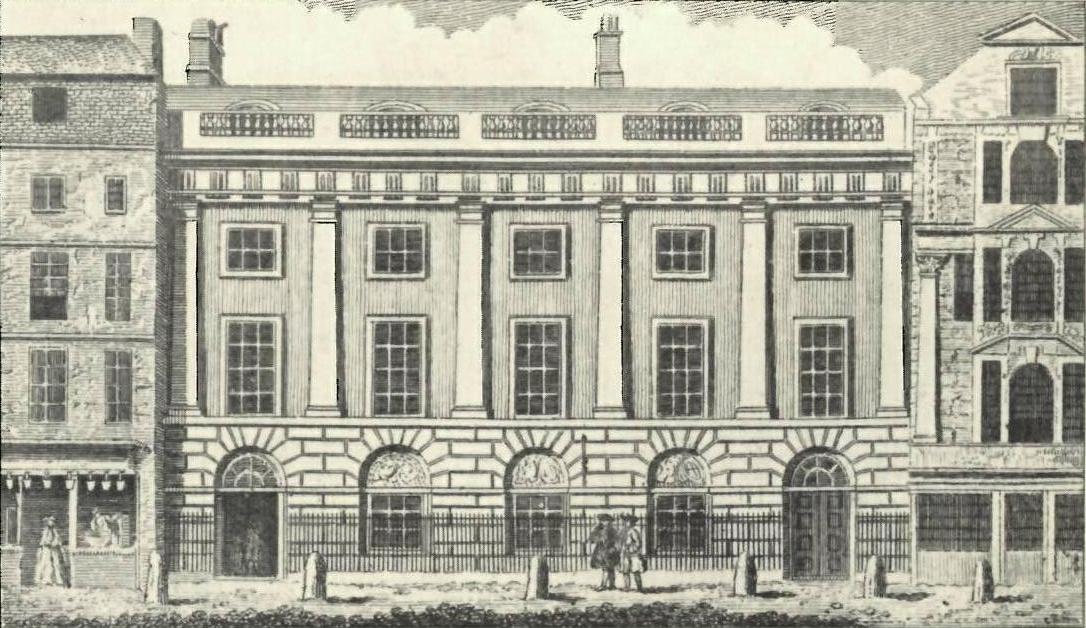
East India House, Leadenhall Street, Londres: uma gravura de 1766. Seis postes de amarração ficam em frente ao edifício.

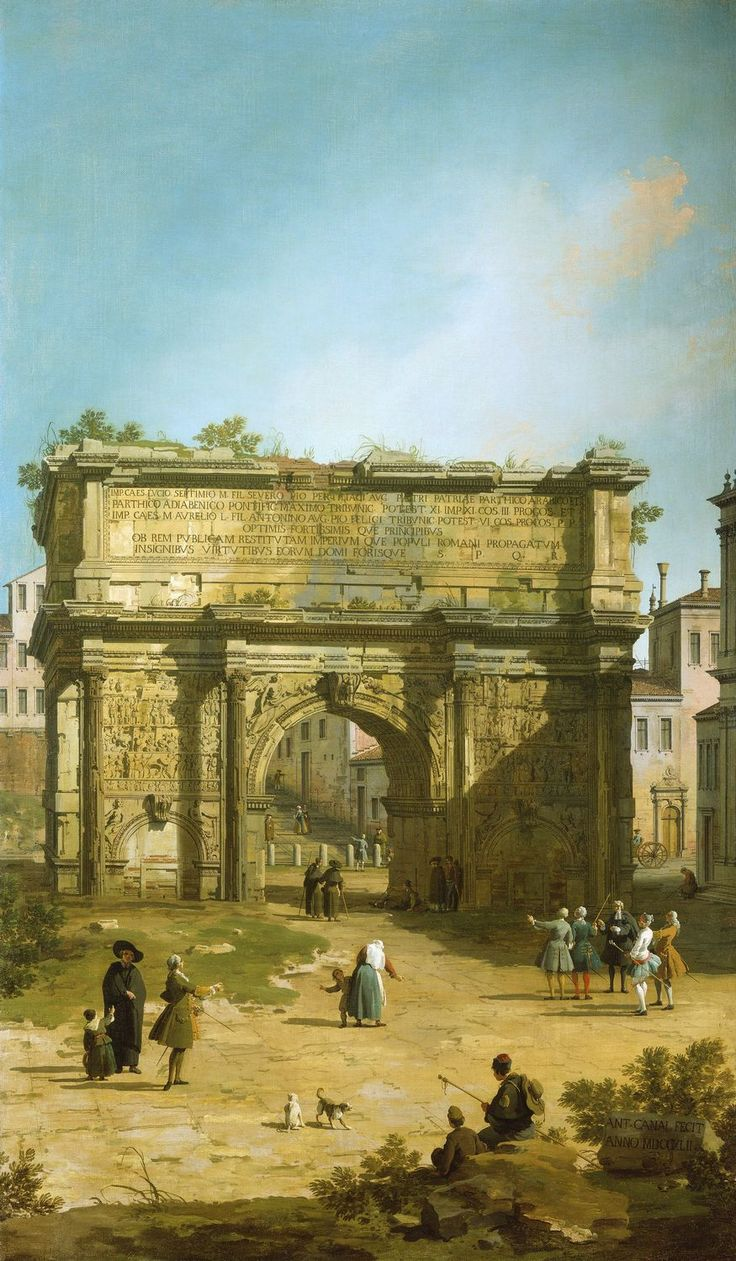
O Arco de Septímio Severo em Roma, pintado por Canaletto em 1742. Cinco postes de amarração ficam além do arco, aparentemente colocados para protegê-lo de danos causados por veículos.

Postes de madeira foram usados para gerenciamento básico de tráfego pelo menos desde o início do século XVIII. Um caso antigo bem documentado é o dos "dois postes de carvalho" instalados ao lado da cruz medieval de Eleanor em Waltham Cross, Hertfordshire, em 1721, às custas da Sociedade de Antiquários de Londres, "para proteger Waltham Cross de danos causados por carruagens".

## Tipos

### Marítimo

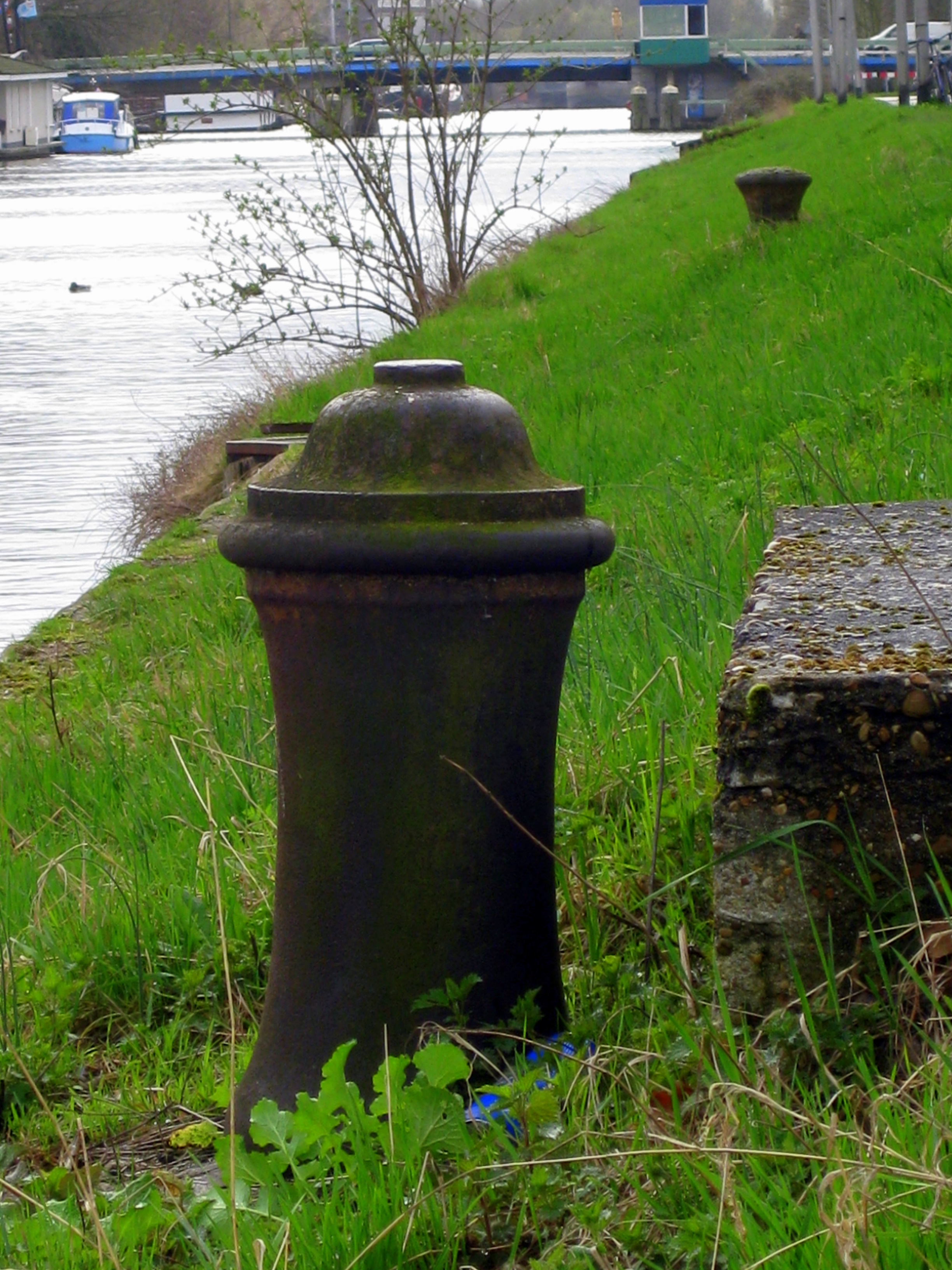
Merwede-Canal, Utrecht, Holanda, apresenta postes feitos de canhões.

Nos contextos marítimos em que o termo se origina, um poste de amarração é um poste de madeira ou ferro encontrado como acessório de convés em um navio ou barco e usado para prender cordas para reboque, amarração e outros propósitos; ou sua contraparte em terra, um poste curto de madeira, ferro ou pedra em um cais ao qual embarcações podem ser atracadas. O Sailor's Word-Book de 1867 define um poste de amarração em um contexto mais específico como "um pedaço grosso de madeira na proa de um barco baleeiro, em torno do qual o arpoador dá uma volta na linha, a fim de girá-la firmemente e verificar a velocidade do animal". Os postes de amarração dos navios, quando dispostos em pares, também podem ser chamados de " bitts ".

## Tráfego rodoviário

### Pilares de estrada

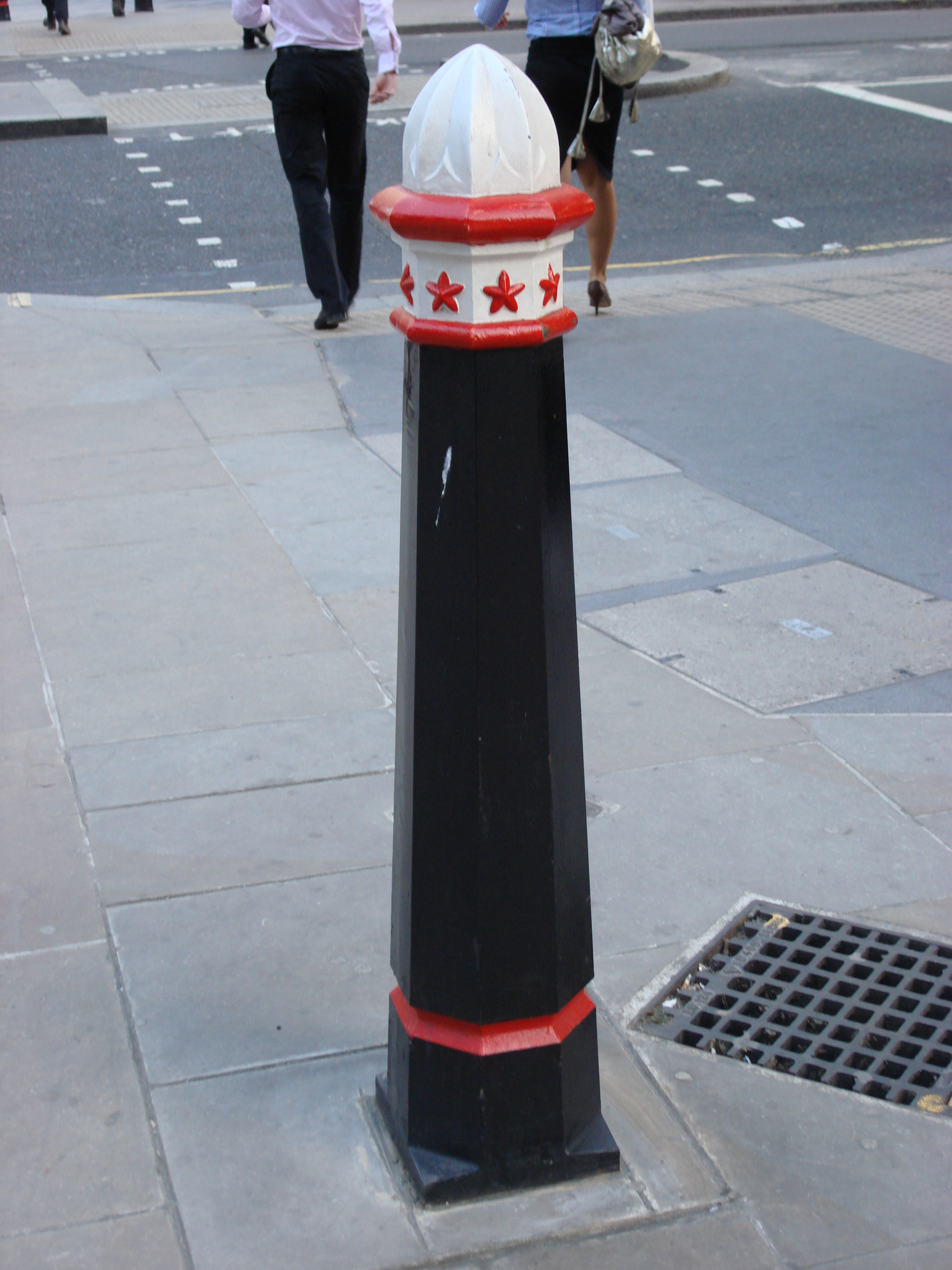
Um poste de luz de rua em Londres na cidade

Os postes podem ser usados para controlar o tamanho do tráfego, limitando os movimentos, ou para controlar a velocidade do tráfego, estreitando o espaço disponível. O Instituto de Pesquisa de Transporte de Israel descobriu que a colocação de postes nas saídas das rodovias para controlar o tráfego também reduziu os acidentes.
Pilares permanentes podem ser usados para controle de tráfego ou proteção contra ataques de veículos . Eles podem ser montados próximos o suficiente um do outro para bloquear carros/caminhões comuns, por exemplo, mas espaçados o suficiente para permitir a passagem de veículos especiais, bicicletas e pedestres. Pilares também podem ser usados para delimitar zonas sem carros . Pilares e outros equipamentos urbanos também podem ser usados para controlar o excesso de estacionamento em calçadas e bermas.

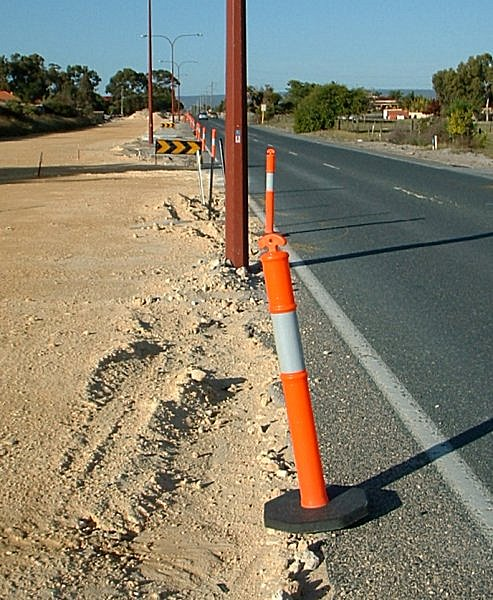
Os postes podem ser temporários e portáteis, como este poste de controle de tráfego que separa a estrada do local de trabalho

### Pilares de ilha de trânsito

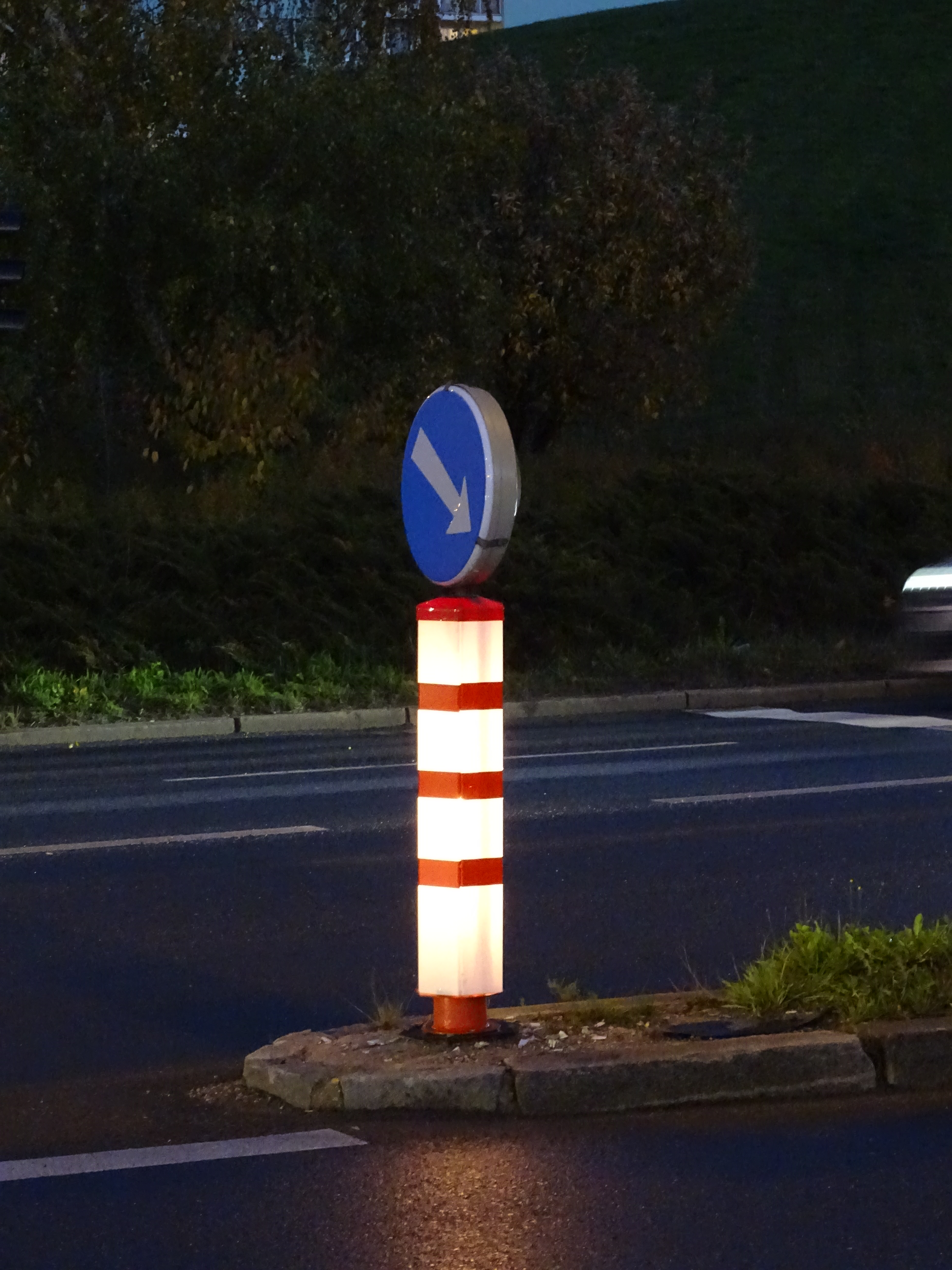
Poste de sinalização de trânsito dos anos 1980 em Praga, República Tcheca

Os postes de sinalização são usados para destacar ilhas de trânsito. Eles são usados principalmente em cruzamentos dentro das ilhas divisórias (uma área elevada ou pintada na aproximação de uma rotatória usada para separar o tráfego de entrada do tráfego de saída, desviar e diminuir a velocidade do tráfego de entrada e fornecer um local de parada para pedestres que cruzam a estrada em duas etapas).

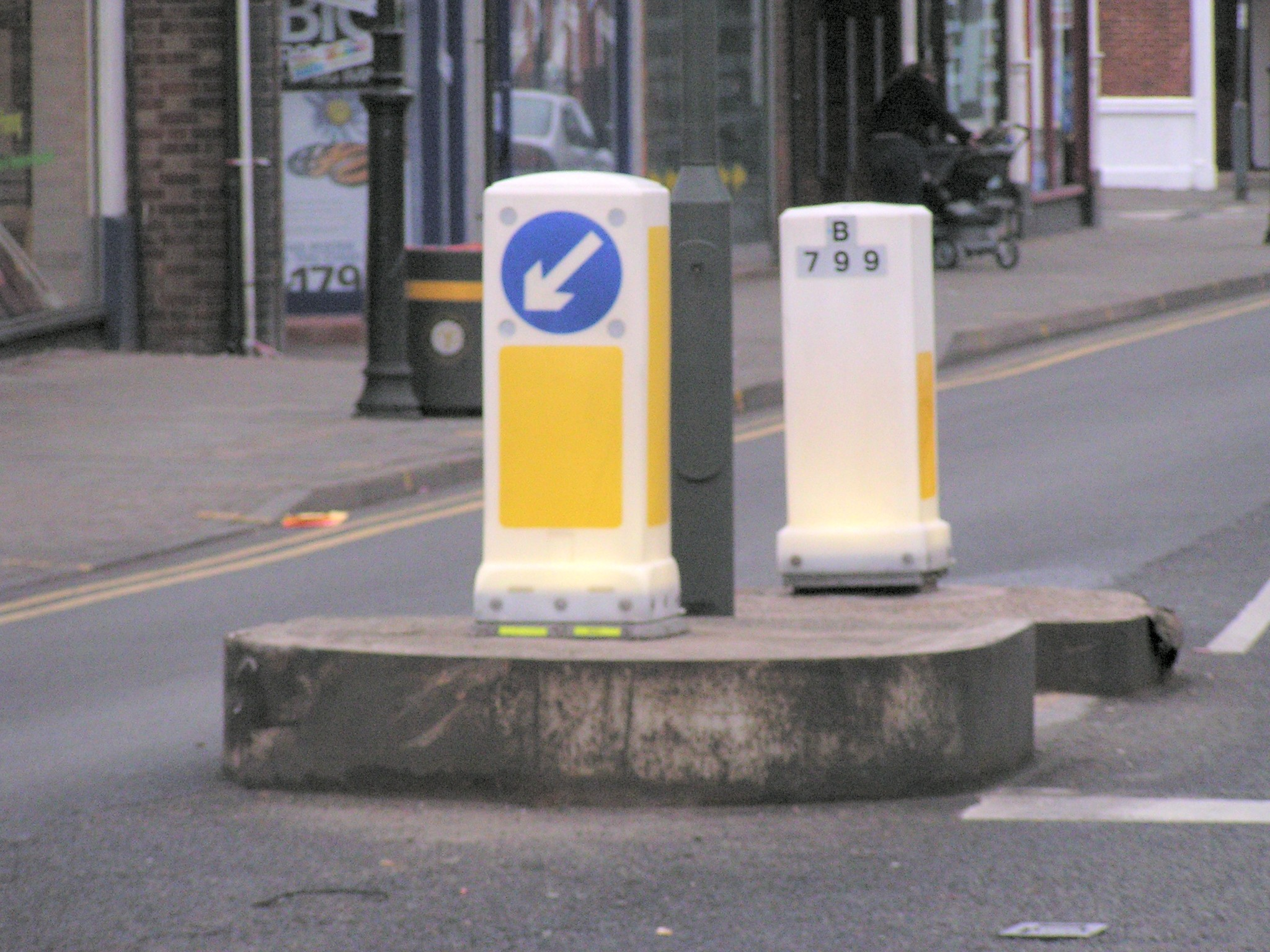
Postes de sinalização iluminados internamente direcionam veículos para o lado apropriado de uma ilha no Reino Unido

Os postes iluminados também são usados para complementar os sinais de trânsito e a iluminação pública, para fornecer uma indicação visual aos condutores que se aproximam de que existe um obstáculo à frente durante as horas de escuridão e durante os períodos de baixa visibilidade: 
Os postes de sinalização iluminados internamente existem em todo o Reino Unido e na Irlanda desde a década de 1930, embora o termo "poste de sinalização" pareça ter sido de uso comum apenas no final da década de 1940. Um poste iluminado tem uma unidade de luz de base rebaixada na fundação para iluminar o poste de trânsito de todos os ângulos. Os principais componentes ficam alojados abaixo da estrada ou da superfície de pedestres (normalmente uma superfície de concreto). Portanto, se um veículo atingir o poste de sinalização, as unidades abaixo da superfície não serão danificadas. Além disso, a maioria dos novos postes de sinalização modernos instalados nas rodovias do Reino Unido hoje são feitos de materiais que os tornam completamente dobráveis. Quando atingido por um veículo em baixa ou alta velocidade, o invólucro do poste de trânsito retorna à sua posição original com danos mínimos ou nenhum dano à unidade.
Pilares refletivos também podem ser usados; eles não precisam de energia ou manutenção e podem ser construídos para retornar à sua posição normal após serem atingidos.

### Sino

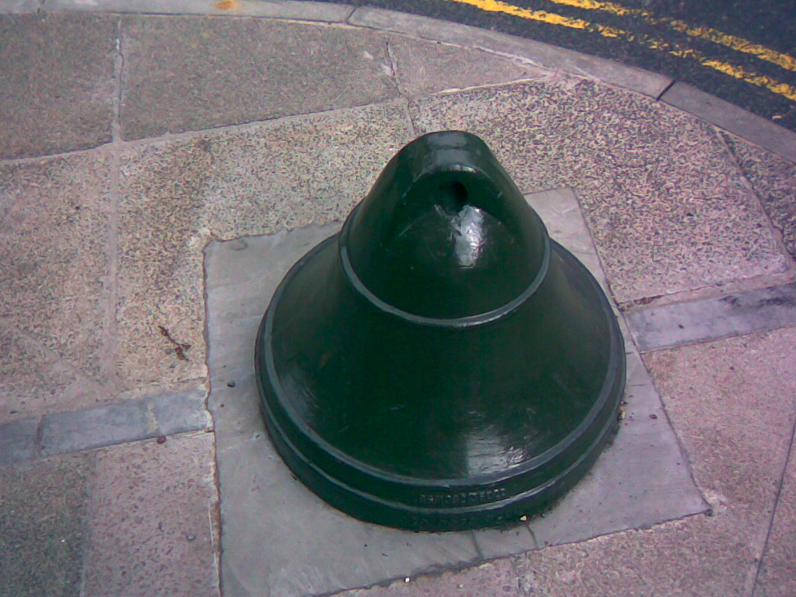
Um poste de sinalização é especialmente útil para desviar veículos pesados

Um poste de amarração tipo sino é um estilo de poste projetado para desviar pneus de veículos. A roda monta na parte inferior do poste e é desviada pelo aumento da inclinação. Esses postes são eficazes contra veículos pesados de carga que podem danificar ou destruir postes convencionais ou outros tipos de mobiliário urbano.

## Retrátil
Os postes retráteis manuais (abaixados por um mecanismo de chave) são considerados úteis em alguns casos porque exigem menos infraestrutura.
O termo “pilares robóticos” tem sido aplicado a barricadas de trânsito capazes de se moverem sozinhas para uma posição numa estrada.
Os postes de amarração autorrecuperáveis ou autoendireitantes podem receber um empurrão de um veículo e retornar à posição vertical sem causar danos ao poste ou ao veículo. Eles são populares em estacionamentos e outras áreas de alto uso de veículos.

### Flexível
Pilares flexíveis são aqueles projetados para dobrar quando atingidos por veículos. Eles geralmente são feitos de plástico sintético ou borracha que é rígida por si só, mas flexível sob o peso de um carro ou caminhão. Quando atingidos, os postes flexíveis cedem até certo ponto, reduzindo danos aos veículos e às superfícies ao redor, e retornam à sua posição original e vertical. Alguns postes flexíveis não oferecem proteção física contra veículos; em vez disso, oferecem orientação visual clara para os motoristas. Outros postes flexíveis foram projetados para fornecer proteção física e reduzir danos ao incorporar materiais elásticos fortes. Eles podem ser todos de plástico ou híbridos de plástico/aço, mas combinam vários graus de poder de parada e flexibilidade.

### Protetora

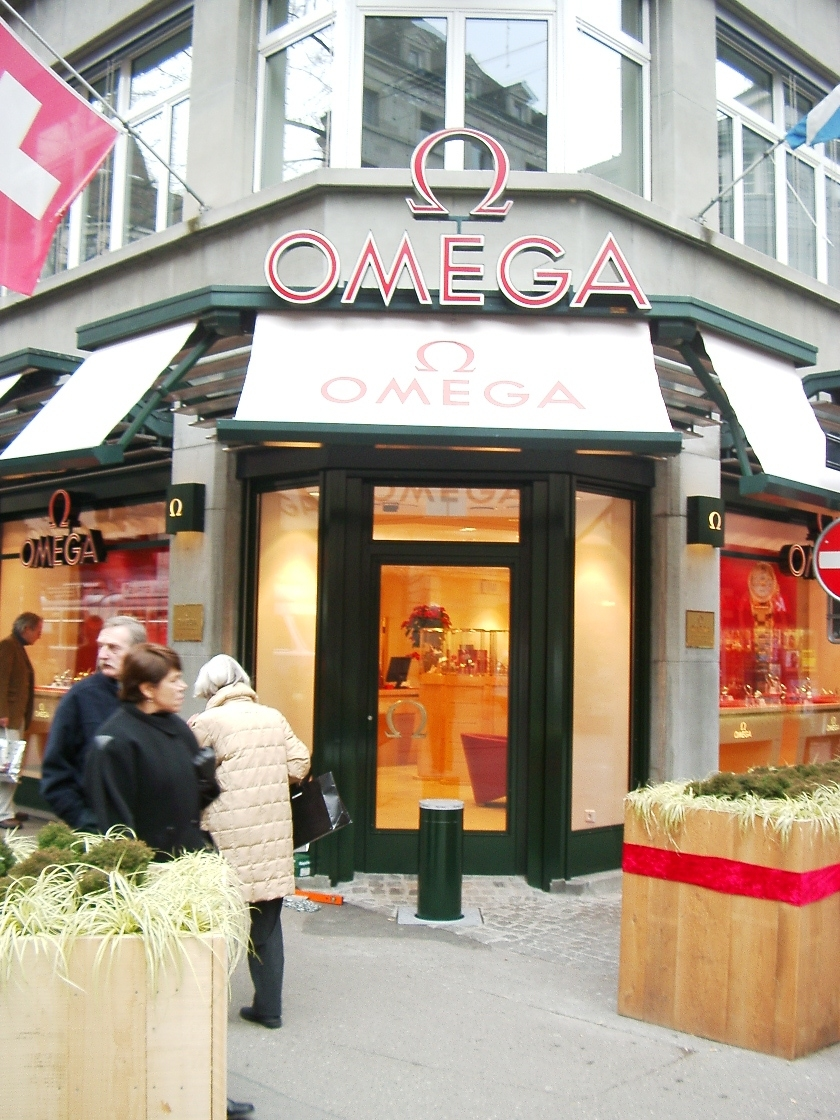
Poste de segurança em frente à porta de uma loja, colocado para impedir invasores

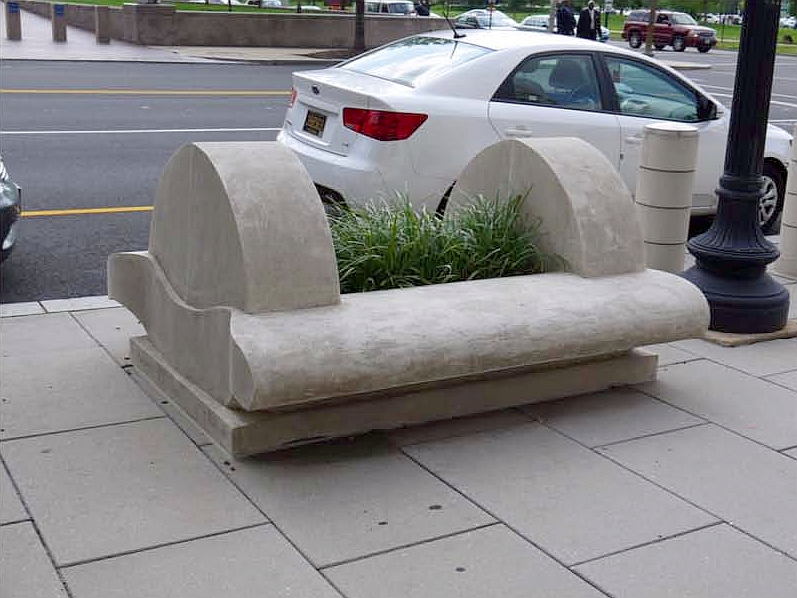
Jardineiras de concreto oferecem proteção semelhante à dos postes. Washington, DC

Os postes são usados para proteger edifícios, espaços públicos e as pessoas que neles se encontram contra atropelamentos .
Esses postes protegem serviços públicos, eletrônicos, máquinas, edifícios ou pedestres de colisões acidentais ou intencionais com veículos. Como as colisões também causam danos aos veículos, aos operadores ou aos próprios postes, novos postes foram desenvolvidos para absorver parte da energia do impacto, diminuindo a violência da colisão. Alguns são feitos de plásticos flexíveis, enquanto outros são feitos de aço, mas equipados com um elastômero para absorver a energia do impacto.
Os postes são amplamente utilizados para contribuir com a segurança . A American Bar Association (ABA) afirma que os postes são usados para contribuir para a segurança interna . O site do Instituto Nacional Americano de Ciências da Construção — o Whole Building Design Guide (WBDG) — recomenda em seu Design Guidance que os espaços abertos ao redor e contíguos aos edifícios sejam incluídos como partes integrantes de um projeto de segurança .
Existem dois tipos principais de postes de segurança:
- Pilares não resistentes a colisões.
- Pilares resistentes a colisões e ataques, usados para proteger locais com risco de serem atacados.[27]

De acordo com o Instituto Nacional de Ciências da Construção, postes não resistentes a colisões são "impedimentos percebidos ao acesso" e abordam as ações de dois grupos:
- Pessoas cumpridoras da lei que cumprem as prescrições civis de comportamento, conforme definido pela maneira como os postes são utilizados;
- Pessoas potencialmente ameaçadoras e perturbadoras para as quais as aplicações de barreiras são proscritivas, ao anunciarem que o seu comportamento é antecipado e que níveis adicionais de segurança as aguardam.[28]

Os postes de alta segurança são testados quanto a impactos de acordo com uma ou mais das três principais classificações de testes de colisão para barreiras de veículos. Estes são PAS 68 (Reino Unido), IWA-14 (Internacional) e ASTM (EUA).
Mangas de balizas em várias ligas ou acabamentos são projetadas para cobrir balizas de segurança e aumentar sua atratividade visual.
Pilares em formato de U são normalmente usados para proteção de equipamentos e são comuns em áreas que precisam de cobertura maior do que um pilar normal, como postos de combustível e ciclovias.

### Pilares de estacionamento
Pilares se tornaram de uso comum para reservar vagas de estacionamento de veículos não autorizados. Os postes de estacionamento geralmente são colocados no centro de uma vaga de estacionamento como uma obstrução física. Eles então se fecham manual ou automaticamente para admitir usuários autorizados. Esses postes são frequentemente usados em estacionamentos menores, como estacionamentos de visitantes ou estacionamentos corporativos, como uma alternativa às cancelas.

### Outras aplicações
O National Clearinghouse for Educational Facilities (NCEF), gerido pelo National Institute of Building Sciences (NIBS), citou três dúzias de aplicações de postes.

## Links externos
- | Busca Wikimedia Commons | O Commons possui categorias relacionadas com Decorated bollards, Mooring bollards e Traffic bollards. |

 A definição de dicionário de Poste de amarração no Wikcionário